# Robert Machinek
Robert Machinek (* 25. November 1986 in Wien) ist ein ehemaliger österreichischer Handballspieler.

## Karriere
Der gebürtige Wiener begann seine aktive Profi-Karriere 2005 bei der SG Handball West Wien. Davor war er für Union West Wien in diversen Jugendligen aktiv. 2008/2009 schaffte er mit der SG den erneuten Aufstieg in die Handball Liga Austria. 2016 beendete der Rückraumspieler seine Karriere.

## HLA-Bilanz
| Saison    | Verein                | Spielklasse | Tore | 7-Meter     | Feldtore |
| --------- | --------------------- | ----------- | ---- | ----------- | -------- |
| 2009/10   | SG Handball West Wien | HLA         | 88   | 0/0         | 88       |
| 2010/11   | SG Handball West Wien | HLA         | 131  | 3/3         | 128      |
| 2011/12   | SG Handball West Wien | HLA         | 47   | 0/0         | 47       |
| 2012/13   | SG Handball West Wien | HLA         | 45   | 0/0         | 45       |
| 2013/14   | SG Handball West Wien | HLA         | 120  | 0/0         | 120      |
| 2014/15   | SG Handball West Wien | HLA         | 102  | 0/0         | 102      |
| 2015/16   | SG Handball West Wien | HLA         | 33   | 6/9         | 27       |
| 2008–2016 | gesamt                | HLA         | 566  | 9/12 (75 %) | 557      |